# Ricardo Esberad Capanema
Ricardo Esberad Capanema (Rio de Janeiro, 19 settembre 1933 – 10 maggio 1998) è stato un nuotatore brasiliano.

## Biografia
Ha partecipato ai Giochi di Helsinki 1952, gareggiando nei 400m sl.
Le maggiori soddisfazioni sono arrivate nei Giochi panamericani, dove è riuscito a salire sul podio. Fu selezionato anche per la Staffetta 4x200m sl, ma alla fine non vi gareggiò.